# Józef Kawecki (sportowiec)
Józef Kawecki herbu Gozdawa (ur. 1887, zm. 18 kwietnia 1919 we Lwowie) – polski lekkoatleta długodystansowiec oraz biegacz i skoczek narciarski, podporucznik Wojska Polskiego.

## Życiorys
Urodził się w 1887. Wywodził się z rodu Kaweckich herbu Gozdawa. Jako lekkoatleta specjalizował się w biegach długodystansowych, zaś w narciarstwie z powodzeniem uprawiał skoki narciarskie oraz biegi długie (uważany za mistrza narciarskiego langlaufu). Był czołowym lekkoatletą i narciarzem Czarnych Lwów. Był jednym z pierwszych Polaków, którzy rozpoczęli starty w lekkoatletycznych zawodach międzynarodowych (podobnie jak Władysław Ponurski i Tadeusz Kuchar). 22 września 1907 wygrał uliczny bieg w Pradze na dystansie 3000 m, uzyskując czas 10.13,8 s. i było to pierwsze zagraniczne zwycięstwo polskiego lekkoatlety. Reprezentując Karpackie Towarzystwo Narciarzy i Czarnych Lwów przed 1914 osiągał sukcesy w biegach narciarskich: 19 stycznia 1908 w Sławsku wygrał bieg główny, 6 stycznia 1912 w Sławsku zajął drugie miejsce w konkursie skoków narciarskich, 26 stycznia 1914 w Sławsku zwyciężył w biegu rozstawnym drużynowym z ekipą KTN (wraz z Pawłowskim i Dudrykiem), 2 marca 1913 w Sławsku zajął drugie miejsce w biegu seniorów, podczas zawodów 23-25 marca 1913 w Sławsku zwyciężył w biegu rozstawnym drużynowym z ekipą KTN (wraz z Łuszczyńskim i Woroszem), a podczas zawodów od 31 stycznia do 2 lutego 1914 w Zakopanem zajął trzecie miejsce w konkursie skoków.
Brał udział w obronie Lwowa 1918/1919 podczas wojny polsko-ukraińskiej. Służył w stopniu podporucznika w szeregach 1 pułku Strzelców Lwowskich. Zmarł 18 kwietnia 1919 we Lwowie od ran odniesionych w walkach.

## Upamiętnienie
W 1919 klub Czarni Lwów zorganizował memoriał poległych w tym roku Kaweckiego (lekkoatleta długodystansowiec i biegacz narciarski) i Wudkiewicza (chodziarz). Na walnym zgromadzeniu I LKS Czarni Lwów w dniu 28 lutego 1929 zatwierdzono organizację trzech memoriałów upamiętniających poległych sportowców klubu: Józefa Kaweckiego, Maksymiliana Wudkiewicza i Władysława Steinhausa, a ponadto Józef Kawecki został mianowany członkiem honorowym Czarnych Lwów za specjalne zasługi położone w rozwoju klubu oraz polskiego sportu. 23 stycznia 1922 memoriał ś.p. Kaweckiego-Wudkiewicza o nagrodę honorową w ramach Międzyklubowych zawodów Sekcji Narciarskiej „Czarni” został rozegrany w biegu narciarskim na ok. 8 km w Sławsku.
Uchwałą Rady Miasta Lwowa z listopada 1938 jednej z ulic we Lwowie nadano imię Józefa Kaweckiego.